# دارنیوس
دارنیوس (به اسپانیایی: Darnius) یک شهرستان در اسپانیا است که در کاتالونیا واقع شده‌است.

## خصوصیات
دارنیوس ۳۴٫۹۳ کیلومترمربع مساحت و ۵۳۷ نفر جمعیت دارد و ۱۹۳ متر بالاتر از سطح دریا واقع شده‌است.